# Папирус Бодмера 5
Папи́рус Бо́дмера 5 (фр. Papyrus Bodmer V) — рукопись на древнегреческом языке, найденная в Египте в 1952 году; манускрипт датируем между III и началом IV века. Входит в число 22 папирусов Бодмера. Папирусы названы в честь Мартина Бодмера, который приобрёл их. «Папирус Бодмера 5» это наиболее древний в настоящее время текст апокрифа Протоевангелия Иакова. Название сочинения «Протоевангелие Иакова» в «Папирусе Бодмера 5»: др.-греч. «Γένεσις Μαρίας. Αποκάλυψις Ιακώβ» — «Рождество Марии. Откровение Иакова». «Папирус Бодмера 5» находится в Бодмеровской библиотеке, в общине Колоньи, в кантоне Женева, в Швейцарии. Впервые текст «Папируса Бодмера 5» был опубликован в 1958 году.